# Osvald Kragh
Osvald Kragh, född den 11 september 1883 i Bollerups församling, Kristianstads län, död den 12 april 1978 i Lund, var en svensk militär och gymnastikledare. Han var far till Börje och Ulf Kragh.
Kragh avlade mogenhetsexamen i Lund 1902 och officersexamen 1904. Han genomgick Gymnastiska centralinstitutet 1906–1909 och Krigshögskolan 1916–1918. Kragh blev underlöjtnant vid Södra skånska infanteriregementet 1904, löjtnant där 1908 och kapten 1919. Efter att ha blivit brigadkvartermästare 1925 övergick han på övergångsstat 1926 och befordrades till major 1933. Kragh var verksam i Frankrike, England och Österrike 1909–1912 och 1913–1914. Han var extra lärare vid Gymnastiska centralinstitutet 1915–1916. Kragh var fäktmästare och gymnastiklärare vid Lunds universitet 1924–1948, gymnastiklärare vid Lunds privata elementarskola 1925–1950 och verkställande direktör i föreningen Lunds idrottsplats 1927–1948. Han var statlig censor vid Sydsvenska Gymnastikinstitutet i Lund 1935–1937, verkställande ledamot av första Lingiadens kongresstyrelse 1938–1939 och generalsekreterare i den andras 1947–1949, generalsekreterare i Fédération Internationale de Gymnastique Ling från 1939, vice ordförande i Skånes fäktsektion 1940–1948, vice ordförande i Lunds gymnastikkrets 1934–1943 och ordförande där 1943–1948. Kragh utgav Bidrag till lösningen av den gymnastiska omorganisationsfrågan 1919 (tillsammans med Josef Thulin med flera). Han redigerade Fysisk fostran och vetenskapen från 1932 och Bulletin de la Fédération Internationale de Gymnastique Ling från 1934), tillhörde redaktionen för Tidskrift i gymnastik 1938–1940 samt skrev gymnastik- och idrottsartiklar i Svensk Uppslagsbok. Kragh blev riddare av Svärdsorden 1925 och av Vasaorden 1935. Han vilar på Norra kyrkogården i Lund.